# Hornorakouské předhůří
Hornorakouské předhůří je velmi členitá horská oblast ležící na území spolkové země Horní Rakousko v Rakousku. Je tvořena několika menšími masivy, z nichž většina postrádá velehorský charakter.

## Poloha
Plošně rozlehlé území (1 850 km²) leží mezi údolími řek Traun na západě a Enns na východě.

## Členění
V literatuře se celá oblast dělí do několika samostatných horských celků. Zcela na jihu v sousedství atraktivních Totes Gebirge to je skupina Grünauer Berge s nejvyšším vrcholem Traunstein (1 691 m) nad jezerem Traunsee a masiv Kasberggruppe (Kasberg, 1 747 m). Nejvyšší vrchol pohoří Hoher Nock (1 963 m) najdeme v dlouhém hřebeni skupiny Sengsen Gebirge v blízkosti města Windischgarsten. Bohatě zalesněnou, ale na zajímavé soutěsky bohatou skupinou pohoří je Reichraminger Hintergebirge (Grosser Almkogel, 1 513 m) na severovýchodě území.